# Liste der Monuments historiques in Locquirec
Die Liste der Monuments historiques in Locquirec führt die Monuments historiques in der französischen Gemeinde Locquirec auf.

## Liste der Bauwerke
| Bezeichnung       | Beschreibung | Standort               | Kennzeichnung | Schutzstatus | Datum | Bild           |
| ----------------- | ------------ | ---------------------- | ------------- | ------------ | ----- | -------------- |
| Friedhof          |              | Rue de l'Église (Lage) | PA00090074    | Classé       | 1938  | weitere Bilder |
| Kirche St-Jacques |              | Rue de l'Église (Lage) | PA00090073    | Classé       | 1914  | weitere Bilder |

## Liste der Objekte
- Monuments historiques (Objekte) in Locquirec in der Base Palissy des französischen Kultusministeriums